# Ofra Haza
Ofra Haza, in ebraico עפרה חזה‎? (Tel Aviv, 19 novembre 1957 – Tel Aviv, 23 febbraio 2000), è stata una cantante e attrice israeliana.

## Biografia
Nata a Tel Aviv, nel quartiere di Hatikva, da una famiglia di origine yemenita, Ofra Haza cresce insieme a nove tra fratelli e sorelle.
La madre è una cantante di musica tradizionale dello Yemen e Ofra sentendola cantare scopre fin da piccola l'amore per la musica.
Dai 12 anni in poi Ofra Haza è parte integrante del gruppo teatrale di Hatikva. Le trame degli spettacoli sono spesso di ispirazione politica, quindi i copioni vengono modificati in base alle decisioni prese dal governo in quel momento.
Ofra presta due anni di servizio militare che in Israele è obbligatorio anche per le donne.
Inizia ad esibirsi cantando in giro per il suo paese e pubblica per il solo mercato israeliano diversi album di genere pop tra cui il fortunato Shirey Moledet .
Nel 1983 partecipa all'Eurovision Song Contest classificandosi al secondo posto con la canzone Chai. Nel 1985, dopo un successo ben consolidato in patria, pubblica sul mercato internazionale Yemenite Songs, un tributo alla musica dello Yemen che le fa conquistare una ristretta notorietà.
Con l'aiuto di alcuni produttori statunitensi nel 1988 incide Shaday. Questo album, caratterizzato da ritmi dance occidentali miscelati con le sonorità provenienti dal Medio Oriente, fa ottenere ad Ofra Haza una grande popolarità prima in Israele, poi Inghilterra ed in Europa, facendo dell'album il maggior successo di genere ethnopop in lingua non inglese. Il singolo Im Nin' Alu raggiunge il n.1 nella Eurochart grazie a vendite altissime soprattutto in Germania (milioni di copie). Maggior successo riscuote in Italia il secondo singolo Galbi che come il precedente era già stato pubblicato nell'album Yemenite Songs ed ora raggiunge un pubblico più ampio grazie ai nuovi arrangiamenti.
Nel 1987 era sopravvissuta ad un incidente aereo: il Cessna su cui viaggiava precipitò nel deserto al confine tra Israele e Giordania e Ofra venne trovata dalle autorità solo dopo qualche giorno.
Nel 1989 pubblica Desert Wind altro prodotto intriso di sonorità pop, dance e suoni ispirati al deserto. Alcune canzoni di Desert Wind sono scelte come colonna sonora per il film Orchidea selvaggia di Zalman King, con Mickey Rourke e Carré Otis.
L'album ottiene grande successo in Medio Oriente e in Europa. Ofra parteciperà poi al Festival di Sanremo 1991 con la versione inglese della canzone di Raf Oggi un Dio non ho (Today I'll Pray). Così Ofra Haza diventa artista di tendenza, capace con la sua musica di far da tramite tra mondo occidentale e mondo orientale.
Diventa prima "regina d'Israele" poi la "Madonna di Israele" incidendo una sua versione della canzone di Madonna Open Your Heart che la fa conoscere anche negli Stati Uniti.
Nel 1992 Ofra Haza pubblica Kirya disco dove abbandona i ritmi techno per dedicarsi a brani cantati in ebraico e arabo, non prima di aver partecipato, in qualità di guest-star, alla nuova versione del più grande successo dei Sisters of Mercy Temple of Love.
Nel 1995 partecipa alla registrazione del brano My Love Is For Real, primo singolo estratto dall'album Head Over Heels di Paula Abdul. Nel 1998, la sua notorietà mondiale viene confermata dall'invito a partecipare alla colonna sonora dal film d'animazione della DreamWorks, Il principe d'Egitto, accanto a star della musica come Whitney Houston e Mariah Carey. Da notare come in ben 17 lingue la canzone Ascoltaci (titolo originale Deliver Us) sia stata interpretata sempre da lei, ogni volta con il testo riadattato nella lingua in questione.
Nel febbraio del 2000, entra in coma e muore per AIDS. Tra le speculazioni sulla causa dell'infezione che seguono la morte, si fa strada l'ipotesi che la malattia le fosse stata trasmessa a sua insaputa dal marito, Doron Ashkenasi, tossicodipendente. Mentre la famiglia di Ofra Haza accusa Ashkenasi della morte della cantante e di non aver mai detto a sua moglie di essere sieropositivo, lui muore nell'aprile del 2001 per overdose di cocaina. Tuttavia, prima della morte, l'uomo ha rivelato la sua versione dei fatti: Ofra era stata infettata dal virus attraverso una trasfusione di sangue, avvenuta in seguito ad un aborto spontaneo subito.
Al funerale della cantante israeliana intervennero migliaia di ammiratori e personalità politiche come l'allora Primo Ministro Ehud Barak e lo statista Shimon Peres.

## Discografia

### Shechunat Hatikvah Workshop Theatre
- 1974 – Ahava Rishona
- 1976 – Vehutz Mizeh Hakol Beseder
- 1977 – Atik Noshan

### Discografia come Ofra Haza

#### Album in studio
- 1979 – Shir HaShirim Besha'ashu'im (Song Of Songs with Fun)
- 1980 – Al Ahavot Shelanu (About Our Loves)
- 1981 – Bo Nedaber (Let's Talk)
- 1982 – Pituyim (Temptations)
- 1982 – Li-yeladim (Songs For Children)
- 1983 – Hai (Alive)
- 1983 – Shirey Moledet A
- 1984 – Bayt Ham (A Place for Me)
- 1984 – Shirei Teyman Yemenite Songs (Hed Arzi Music)
- 1987 – Fifty Gates Of Wisdom: Yemenite Songs Shanachie (solo in USA)
- 1987 – Yemenite Songs: Shiri Timon (Globe Style) (solo nel Regno Unito)
- 1988 – Yemenite Songs Ausfahrt (solo in Germania) Sound (solo nei Paesi Bassi)
- 1985 – Adamah (Earth)
- 1985 – Shirey Moledet B (Homeland Songs B)
- 1986 – Yamim Nishbarim (Broken Days)
- 1987 – Shirey Moledet C (Homeland Songs C)
- 1988 – Shaday (ITA #9)
- 1989 – Desert Wind (ITA #27)
- 1992 – Kirya
- 1994 – Kol Haneshama (My Soul)
- 1997 – Ofra Haza (BMG/Ariola)

#### Singoli
- 1988 – Im Nin'Alu (ITA #23, UK #15)
- 1988 – Galbi (ITA #8)
- 1988 – Shaday
- 1989 – Eshal (solo in Italia) (ITA #43)
- 1989 – Wish Me Luck (ITA #20)
- 1989 – I Want To Fly (solo in Giappone)
- 1990 – Ya Ba Ye
- 1990 – Fatamorgana
- 1991 – Today I'll Pray (Oggi Pregherò) (solo in Italia)
- 1991 – Freedom For The World (con Paul Anka)
- 1992 – Daw Da Hiya
- 1992 – Innocent – A Requiem for Refugees
- 1992 – Temple Of Love (con The Sisters Of Mercy) (UK #3)
- 1993 – Jenseits Von Liebe (Love Is In Vain) (con Stefan Waggershausen)
- 1994 – Elo Hi
- 1995 – Mata Hari
- 1995 – My Love Is For Real (con Paula Abdul) (UK #28)
- 1996 – Love Song
- 1997 – Show Me
- 1998 – Babylon (con i Black Dog) (UK #65)
- 1998 – The Queen Of Tel Aviv (con The C&N Project)
- 1998 – Give Me A Sign

#### EP
- 1989 – 5 Tracks
- 1990 – 12"ers Teldec (solo in Giappone)

#### Live
- 1998 – At Montreux Jazz Festival Ausfahrt (solo in Germania)

#### Raccolte
- 1987 – Album HaZahav
- 1988 – Yemenite Love
- 1991 – Im Nin'Alu
- 1993 – Oriental Nights
- 1995 – Star Gala

#### Colonne sonore
- 1990 – Wild Orchid - Music From The Motion Picture (Sire)
- 1990 – Dick Tracy - Selections From The Film (Sire)
- 1994 – Queen Margot (La Reine Margot) - Original Motion Picture Soundtrack (Philips/Phonogram)
- 1998 – The Prince Of Egypt - Music From The Motion Picture Soundtrack (DreamWorks Records)
- 1998 – The King and I
- 1998 – The Governess - Original Motion Picture Soundtrack (Sony Classical)

## Discografia postuma

### Singoli
- 2004 – Open Your Heart

### Raccolte
- 2000 – Manginat Halev Vol.1 (Hed Arzi Music)
- 2004 – Manginat Halev Vol.2 (Hed Arzi Music)
- 2008 – Forever - Her Greatest Songs Remixed

## Filmografia parziale
- Shlager, regia di Assi Dayan (1979)
- Na'arat haparvarim, regia di George Obadiah (1979)
- Tzedek muchlat, regia di Arnon Zadok (1997)
- La governante (The Governess), regia di Sandra Goldbacher (1998) - voce, cantante
- Il principe d'Egitto (The Prince of Egypt), regia di Brenda Chapman, Steve Hickner e Simon Wells (1998) - voce, cantante

## Galleria d'immagini

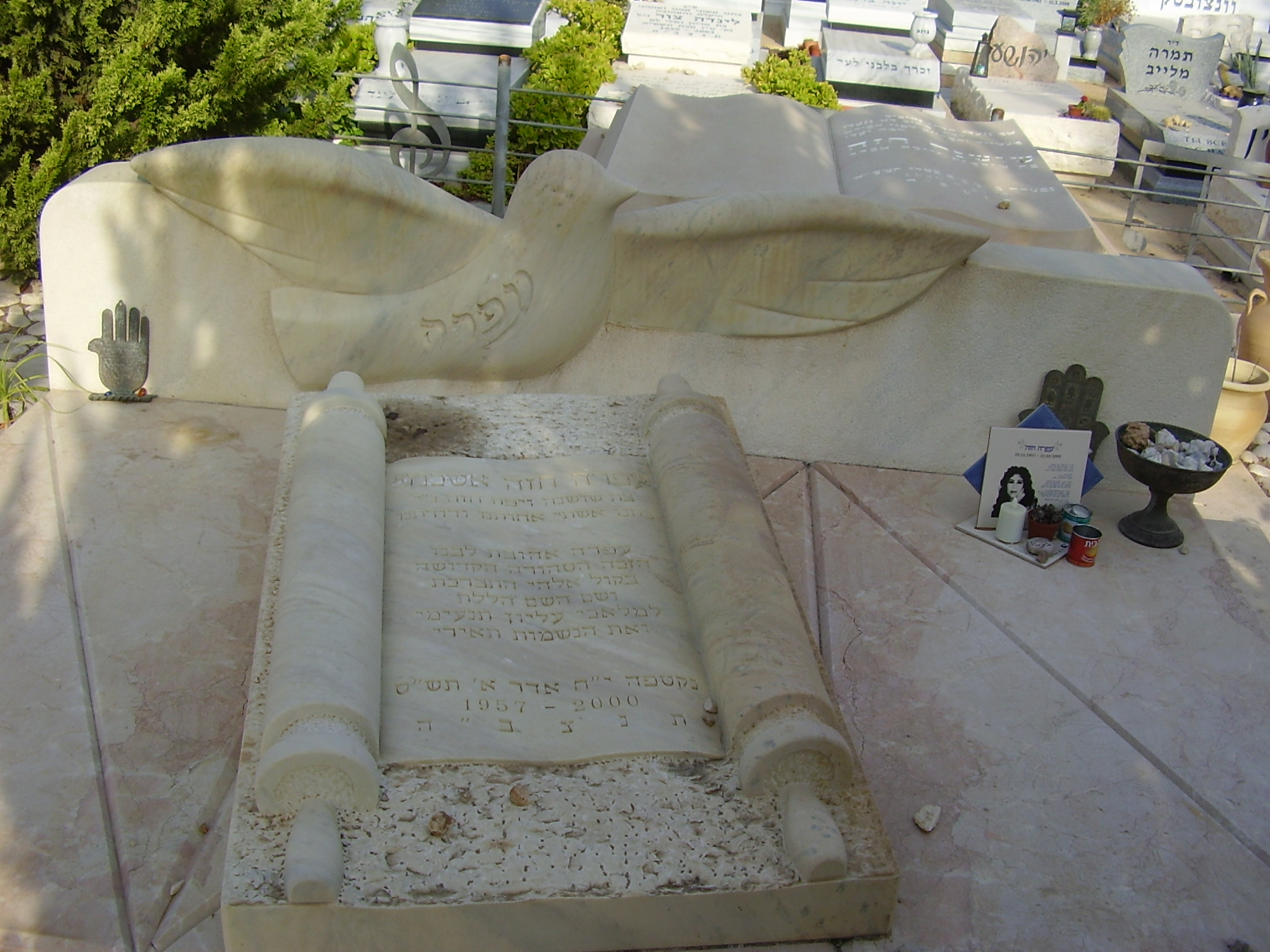
La tomba di Ofra Haza al Cimitero Yarkon
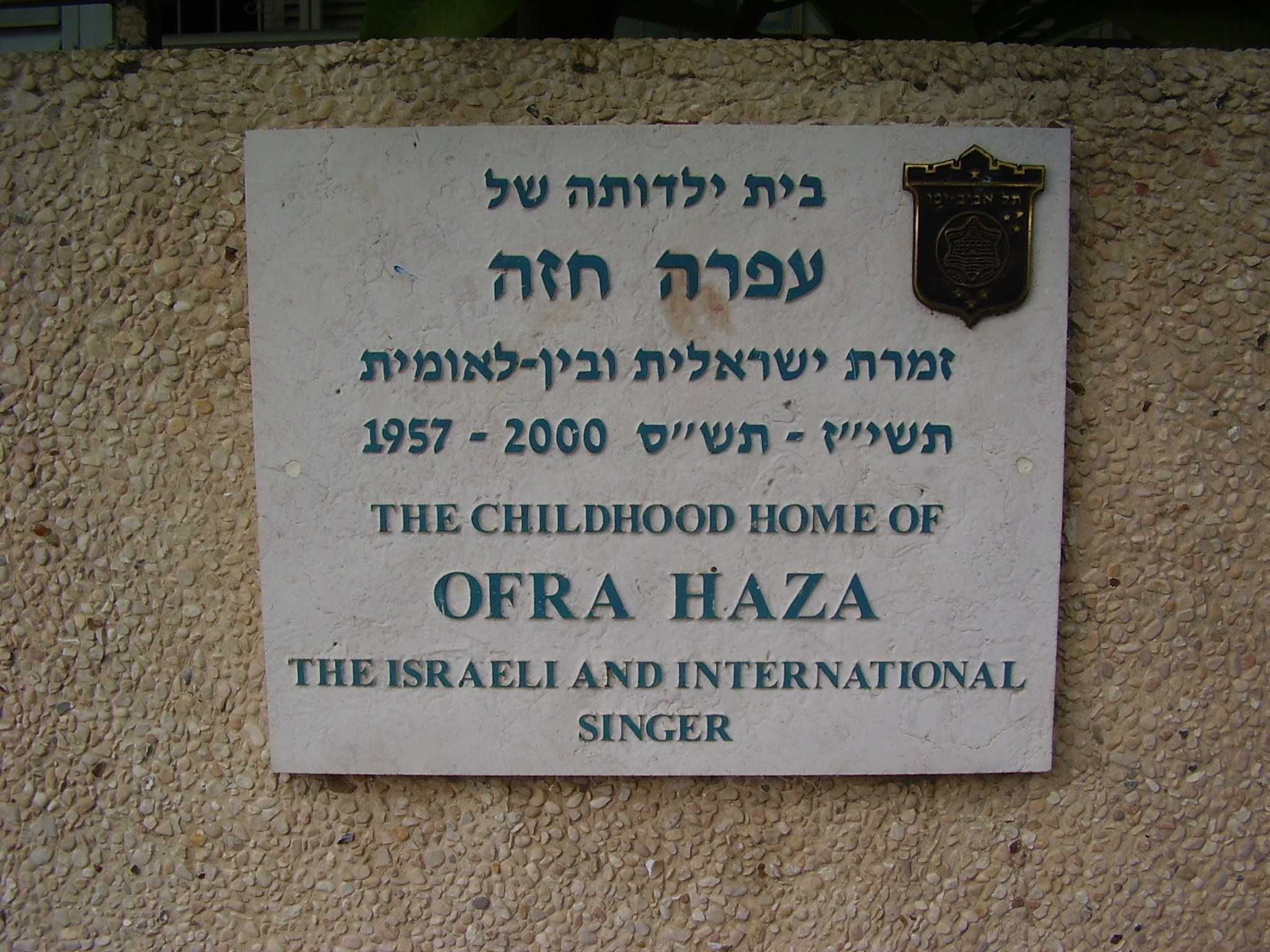
Targa commemorativa in ricordo di Ofra Haza nella sua casa d'infanzia al 39 di Boaz Street, Tel Aviv
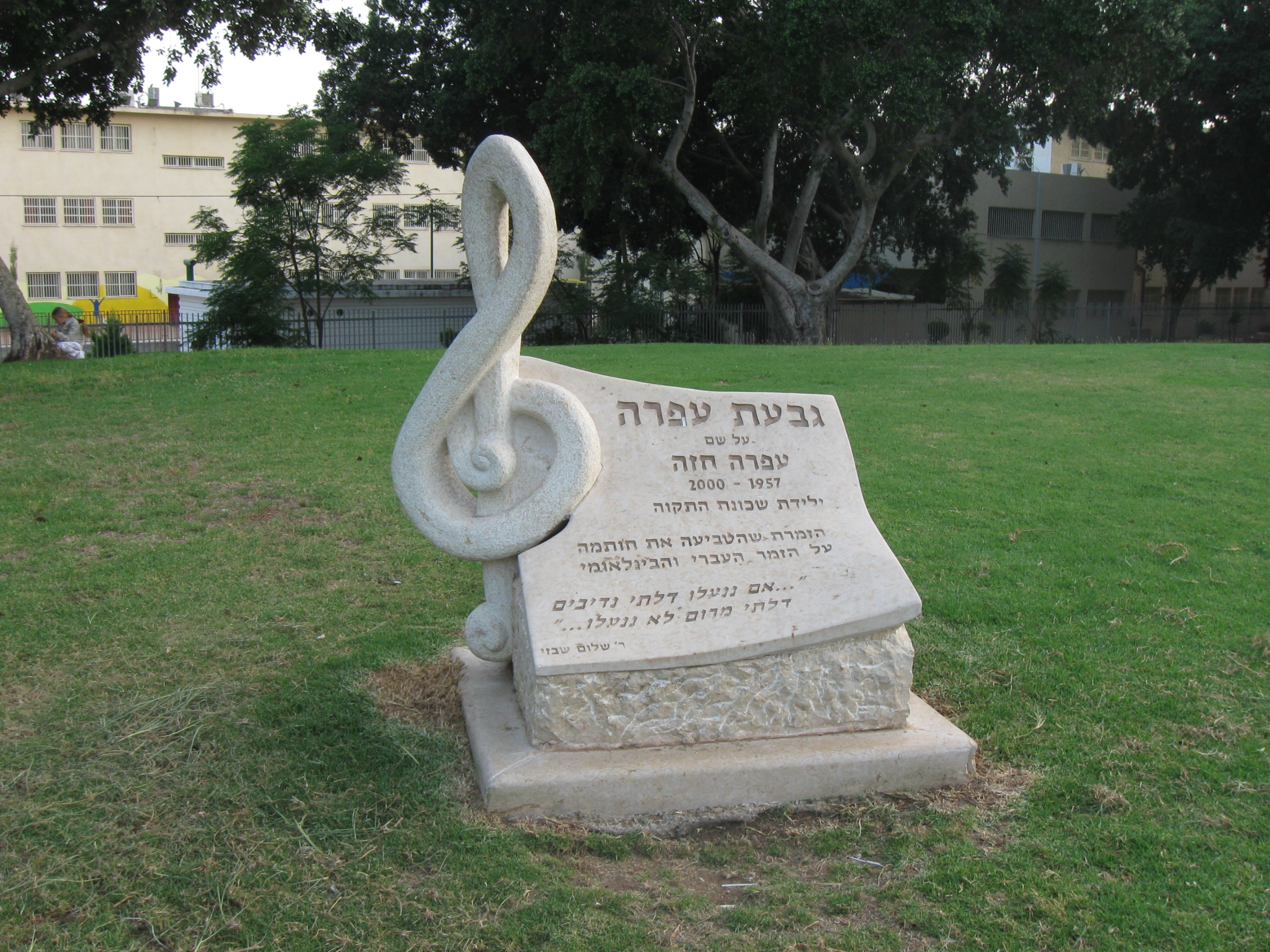
Un memoriale di Ofra Haza nel quartiere giardino Ha'tikva, Tel Aviv